# 琼恩·维特费尔德
琼恩·罗斯玛丽·维特菲尔德女爵士，DBE（英語：Dame June Rosemary Whitfield，1925年11月11日—2018年12月28日），或译琼·惠特菲尔德，英国广播剧、电视剧和电影女演员。她在广播剧中的重大突破角色是在1953年领衔主演BBC轻松节目的广播喜剧《让我承担》，随后各类电视剧角色邀约便纷至沓来。琼恩·维特菲尔德的电视剧职业生涯是参与托尼·汉考克的电视剧所开启，她在1966年主演了电视情景喜剧《以邻为壑》并连续主演了三季。琼恩·维特菲尔德出演了四部“嬉春系列”电影，包括：《護士嬉春》（1959年）、《假期也疯狂》（1972年）、《靚女嬉春》（1973年）和《Q版哥倫布》（1992年）。
1968年，琼恩·维特菲尔德与特里·斯科特开始了他们之间长期的电视剧合作伙伴关系，他俩分别在电视剧《幸福到永久》（1974年－1978年）和《特里与琼恩》（1979年－1987年）中饰演夫妻。从1992年开始，琼恩·维特菲尔德在珍妮弗·桑德斯所主演的电视剧《荒唐阿姨》里饰演主角艾迪娜·曼松（Edina Monsoon）的母亲。她同时还是电视剧《最后的夏日葡萄酒》的常规角色和《绿草如茵》的常驻角色。
从1993年到2001年，琼恩·维特菲尔德饰演了在BBC广播四台所播出的12部阿加莎·克里斯蒂的“马普尔小姐”系列小说中的马普尔小姐。

## 早年生活
琼恩·维特费尔德于1952年出生在英国伦敦的斯特里汉姆，她的父母分别是约翰·赫伯特·维特菲尔德（John Herbert Whitfield）和贝尔莎·乔治尼亚·维特菲尔德（Bertha Georgina Whitfield）。 琼恩·维特费尔德的父亲是一家名为“听筒电话机（Dictograph Telephones）”公司的董事总经理，而这家公司由琼恩·维特费尔德在约克郡建立；琼恩·维特费尔德的父母都是非常热心的业余演员。 琼恩·维特费尔德的母亲促成了她的第一次登台表演，当她3岁的时候，她被母亲报名参加了罗宾逊舞蹈工作室（Robinson's Dance Studio）的表演。
琼恩·维特费尔德就读于斯特里汉姆山高级中学，但由于第二次世界大战的来临而被迫转移到博格诺里吉斯；而她则继续在当地的圣迈克尔学校（St Michael's School）就读，后在康沃尔郡的彭赞斯学习。然后她又跟随她的父母搬家至哈德斯菲尔德，她在这里学习了速记和打字。紧接着她又在布里克斯顿山的皮特曼学院学习了秘书技能。 1944年，琼恩·维特费尔德在皇家戏剧艺术学院获得副学士文凭。

## 个人作品

### 广播剧

#### 马普尔小姐系列
琼恩·维特费尔德为BBC广播四台共计演出12次阿加莎·克里斯蒂笔下的马普尔小姐。
| 序号 | 作品名               | 首播日期                 | 备注                                |
| ---- | -------------------- | ------------------------ | ----------------------------------- |
| 1    | 《寓所谜案》         | 1992年12月26日－30日     |                                     |
| 2    | 《黑麦奇案》         | 1995年2月11日            | 加长播出，完整版90分钟。            |
| 3    | 《伯特伦旅馆之谜》   | 1995年12月25日－29日     |                                     |
| 4    | 《命案目睹记》       | 1997年3月29日            | 加长播出，完整版90分钟。            |
| 5    | 《加勒比海之谜》     | 1997年10月30日－11月27日 | 每周播出1集。                       |
| 6    | 《迟来的报复》       | 1998年8月29日            | 以阿加莎·克里斯蒂特别节目形式播出。 |
| 7    | 《复仇女神》         | 1998年11月9日－12月7日   | 每周播出1集。                       |
| 8    | 《藏书室女尸之谜》   | 1999年5月22日            | 加长播出，完整版90分钟。            |
| 9    | 《谋杀启事》         | 1999年8月9日－9月6日     | 每周播出1集。                       |
| 10   | 《平静小镇里的罪恶》 | 2001年5月5日             | 加长播出，完整版90分钟。            |
| 11   | 《庄园谜案》         | 2001年7月23日－8月20日   | 每周播出1集。                       |
| 12   | 《神秘的别墅》       | 2001年12月8日            | 加长播出，完整版90分钟。            |

#### 其他
| 播出年份 | 作品名                 | 备注   |
| -------- | ---------------------- | ------ |
| 1955年   | 《靚女嬉春》（Bring on the Girls）       | [ 8 ]  |
| 1955年   | 《星梦》（Starstruck）           | [ 9 ]  |
| 1955年   | 《由你负责》（Take It From Here）       | [ 10 ] |
| 1967年   | 《周中戏院》（Midweek Theatre）       | [ 11 ] |
| 1976年   | 《幸福到永远》（Happy Ever After）     | [ 12 ] |
| 1990年   | 《那本不必的伤害》（It Doesn't Have to Hurt!） | [ 13 ] |
| 2001年   | 《仿佛从未离开》（Like They've Never Been Gone）   | [ 14 ] |
| 2003年   | 《下午剧：第七楼》（The Afternoon Play: Seven Floors） | [ 15 ] |

## 私人境况
1955年，琼恩·维特菲尔德与当时还是勘测员的蒂莫西·约翰·艾奇森（Timothy John Aitchison）结婚。两人的女儿苏茜·艾奇森在1960年6月4日出生，后来她也成为一名女演员。 蒂莫西·艾奇森于2001年去世。
尽管琼恩·维特菲尔德的演出生涯颇为成功，但她表示自己从未想过担任女主角，并对此缺乏动力和信心。她也评论过一些英年早逝的喜剧演员，认为他们的辞世和他们演出时的“责任、压力和紧张”有关。琼恩·维特菲尔德在她的自传里形容自己的生活是“充满了爱、真情和笑声；也充满了即兴与恶作剧；以及一些奖章”。
2017年12月，琼恩·维特费尔德表示她目前居住在养老院。

### 荣誉
因为琼恩·维特菲尔德在电视剧和娱乐事业方面的贡献，她在1985年寿辰授勋上荣膺英帝國官佐勋章（OBE）；而在1998年寿辰授勋上，她晋獲司令勋章（CBE）；最后在2017年寿辰授勋獲頒女爵级司令勋章（DBE）。

### 死讯
2018年12月28日，琼恩·维特费尔德女爵士死于伦敦，享年93岁。
与琼恩·维特费尔德共演《荒唐阿姨》的珍妮弗·桑德斯向其“非凡恩典”致以敬意，并表示她“非常”想念她的“亲爱朋友”。茱莉亚·莎华拉形容琼恩·维特费尔德是“灵感的源泉”。女演员简·霍罗克斯则表示琼恩·维特费尔德是一位“精彩的女士”，并评价她“多才多艺、有趣和慷慨”。